# Гаркуша Семен Іванович
Семен Гаркуша (уроджений Миколаєнко; 1739 — після 1784) — запорозький козак, гайдамака.

## З життєпису
Народився в с. Березань Мозирського повіту Мінської губернії в сім'ї кріпака Івана Миколаєнка. 1748 (у віці 9 років) разом із кількома запорожцями поїхав на Запорозьку Січ, де незабаром дістав прізвисько Гаркуша (Картавий), очевидно, через фізичну ваду. Ставши запорозьким козаком, побував у багатьох містах Лівобережжя та Слобожанщини, де займався торгівлею з Кримом і українськими містами. Одного разу, переслідуваний поляками, втратив все майно. 1768 у складі гайдамацького загону взяв участь у Коліївщині. В ході російсько-турецької війни 1768—1774 був у морському поході запорожців під Очаків (1770) і на Хаджибей (1771, нині Одеса). Під час останнього походу Гаркушу було поранено. На початку 1770-х років назавжди залишив торгівельну діяльність і став керівником повстанського загону, який вчинив низку нападів на маєтки можновладців Лівобережжя, Слобожанщини та Правобережжя. З переказів награбовані гроші передавав на облаштування церков. Певний час переховувався від арешту на хуторі Острівні (нин. Роменський район Сумської області). З метою конспірації не раз змінював своє ім'я та прізвисько. Називав себе Василем Верхосудом і Васильовичем, Грицьком Гаркавим, Іваном Лисим і Щербатим тощо. 1773 біля Києво-Межигірського Спасо-Преображенського монастиря повстанці на чолі з Гаркушею були оточені польськими жовнірами, захоплені в полон, а потім передані царській прикордонній варті. Від 1773 до 1776 після суду та побиття канчуками перебував на каторзі в м. Таганрог (нині місто Ростовської обл., РФ). Утік звідти й організував повстанський загін із козацької сіроми. 1778 знову заарештований у м. Ромни й кинутий за ґрати, де зазнав численних катувань. На початку травня 1781 року Гаркуша і ще 6 арештантів утекли з в'язниці. Продовжив свою діяльність на Правобережній і Лівобережній Україні до 1783, коли в м. Ропськ (нині с. Старий Ропськ Брянської обл., РФ) знову був схоплений місцевою владою. Знову втік і знов був заарештований 28(17) лютого 1784 у Ромнах. Після суду, жорстоких катувань засланий на довічну каторгу в м. Херсон. Відтоді відомості про Гаркушу відсутні.